# Dopasia hainanensis
Dopasia hainanensis är en ödleart som beskrevs av  Yang 1984. Dopasia hainanensis ingår i släktet Dopasia och familjen kopparödlor. IUCN kategoriserar arten globalt som sårbar. Inga underarter finns listade i Catalogue of Life.